# Georges Montant
Pour les articles homonymes, voir Montant.
Georges Montant est un acteur français, né le 26 septembre 1923 à Lyon (Rhône) et mort le 22 octobre 2012 à Clermont-Ferrand.

## Filmographie
- 1951 : Identité judiciaire d'Hervé Bromberger
- 1951 : La Taverne de la Nouvelle-Orléans (Adventures of Captain Fabian)  de Robert Florey
- 1952 : Les Dents longues de Daniel Gélin
- 1952 : Le Plus Heureux des hommes d'Yves Ciampi
- 1955 : Les Hussards d'Alex Joffé
- 1956 : Le sang à la tête de Gilles Grangier
- 1956 : Alerte au deuxième bureau de Jean Stelli
- 1957 : Ah ! Quelle équipe de Roland Quignon
- 1957 : En votre âme et conscience, épisode L'Affaire Houet de Claude Barma
- 1957 : Deuxième Bureau contre inconnu de Jean Stelli
- 1957 : Les Lavandières du Portugal de Pierre Gaspard-Huit
- 1958 : Rapt au Deuxième Bureau de Jean Stelli
- 1960 : Quai du Point-du-Jour de Jean Faurez
- 1960 : Le Capitan d'André Hunebelle
- 1960 : Samedi soir de Yannick Andréi
- 1961 : Le Miracle des loups d'André Hunebelle
- 1961 : Le Sahara brûle de Michel Gast
- 1962 : Cartouche de Philippe de Broca
- 1966 : Paris brûle-t-il ? de René Clément : un docteur
- 1966 : L'Authentique Procès de Carl-Emmanuel Jung de Marcel Hanoun
- 1967 : Playtime de Jacques Tati : M. Giffard
- 1967 : Diaboliquement vôtre de Julien Duvivier : le brigadier
- 1969 : More de Barbet Schroeder : Seller (non crédité[2])
- 1970 : Un condé d'Yves Boisset : le médecin
- 1970 : Les Enquêtes du commissaire Maigret, épisode L'Écluse n° 1 de Claude Barma : Jaspard, chef du remorquage et champion de mots-croisés
- 1989 : Les Mains au dos de Patricia Valeix - moyen métrage
- 1993 : Pétain de Jacques Marbeuf : Léon Blum
- 1999 : Les Vieux jours d'Angelo Cianci - court métrage
- 2001 : Imago de Marie Vermillard : le garagiste

## Théâtre
- 1952 : Le Colonel Foster plaidera coupable de Roger Vailland, mise en scène Louis Daquin, théâtre de l'Ambigu-Comique.
- 1962 : La Contessa ou la Volupté d'être de Maurice Druon, mise en scène Jean Le Poulain, théâtre de Paris.